# Ischnopterapion
Genre
Ischnopterapion est un genre d'insectes curculionoïdes de l'ordre des coléoptères, de la famille des Brentidae (anciennement des Apionidae).

## Espèces rencontrées en Europe
- Ischnopterapion (Chlorapion) cognatum (Hochhuth, 1851)
- Ischnopterapion (Chlorapion) leprieuri (Wencker, 1864)
- Ischnopterapion (Chlorapion) subglabrum (Desbrochers, 1870)
- Ischnopterapion (Chlorapion) virens (Herbst, 1797)
- Ischnopterapion (Ischnopterapion) aeneomicans (Wencker, 1864)
- Ischnopterapion (Ischnopterapion) fallens (Marseul, 1888)
- Ischnopterapion (Ischnopterapion) loti (W. Kirby, 1808)
- Ischnopterapion (Ischnopterapion) modestum (Germar, 1817)
- Ischnopterapion (Ischnopterapion) plumbeomicans (Rosenhauer, 1856)
  - Ischnopterapion (Ischnopterapion) plumbeomicans pericarti (Ehret, 1991)
  - Ischnopterapion (Ischnopterapion) plumbeomicans plumbeomicans (Rosenhauer, 1856)
- Ischnopterapion (Ischnopterapion) tempereanum (Ehret, 1991)